# Rampur (Himachal Pradesh)
Pour les articles homonymes, voir Rampur.
Rampur Bushahr est une ville et un conseil municipal situé dans le district de Shimla dans l'État de l'Himachal Pradesh, en Inde. Elle est située à 130 km de Shimla, reliée par la Route Nationale qui passe par Narkanda, à une altitude de 1 350 m.